# Radomír Šimůnek senior
Radomír Šimůnek (* 8. April 1962 in Plzeň; † 10. August 2010 in Kamenice u Prahy) war ein tschechischer Querfeldein-Radsportler. Er war von 1989 bis 1998 professioneller Radsportler.

## Leben
Šimůnek, der für den Verein RH Plzen startete, begann seine sportliche Karriere als erfolgreicher Juniorensportler. 1980 gewann er den Titel des Juniorenweltmeisters im Querfeldeinrennen (heutige Bezeichnung Cyclocross). Danach wechselte er in den Amateurbereich der Leistungssportler und wurde auch dort 1983 und 1984 Weltmeister Querfeldein. 1982 und 1989 war er Vizeweltmeister. Nach der politischen Wende im damaligen Ostblock in den Jahren 1989/90 wechselte Šimůnek zu den Profis. Schon wenig später, 1991 in Gieten, gewann er die Profiweltmeisterschaft. Šimůnek wurde daraufhin zum tschechoslowakischen Sportler des Jahres gewählt. 1992 wurde seine Karriere jäh unterbrochen, nachdem er einen Autounfall verursachte, bei dem drei Menschen ums Leben kamen, und man ihn daraufhin zu einer Freiheitsstrafe verurteilte. Nach vier Monaten wurde er aufgrund einer Amnestie des Präsidenten Václav Havel vorzeitig entlassen. Zum Ende des Jahrtausends wurde er zum Tschechischen Radsportler des 20. Jahrhunderts gewählt. National gewann Šimůnek zwischen 1984 und 1998 sieben Titel als tschechoslowakischer beziehungsweise ab 1992 als tschechischer Meister. 2000 beendete er seine Karriere mit einem zweiten Rang bei den nationalen Meisterschaften. Er verstarb mit nur 48 Jahren nach langer schwerer Krankheit.
Sein Sohn Radomír Šimůnek jr. ist ebenfalls erfolgreicher Radsportler im Querfeldein-Bereich und wurde von seinem Vater trainiert.

## Statistik
Teams
- 1992: Saxon (Belgien)
- 1993: Saxon-Breitex (Schweiz)
- 1995: Tönissteiner-Saxon (Belgien)

Erfolge
- 1980: Junioren-Weltmeister Querfeldein
- 1983: Amateur-Weltmeister Querfeldein
- 1984: Amateur-Weltmeister Querfeldein
- 1991: Profi-Weltmeister Querfeldein
- 1984, 1991+1992, 1994+1995, 1997+1998: Tschechischer Meister Querfeldein

## Ehrungen
Šimůnek wurde zum Tschechischer Radsportler des 20. Jahrhunderts gewählt. 1991 war er Sportler des Jahres in Tschechien. Er wurde 1983, 1984 und 1991 Gewinner der jährlichen Umfrage zum Král cyklistiky (Radsportkönig) des Radsportverbandes Československý svaz cyklistiky.